# Urs Herzog
Urs Herzog (* 24. Juni 1942 in Zug; † 24. September 2015 in Zürich) war ein Schweizer Germanist. 

## Leben
Urs Herzog studierte Germanistik, Kunstgeschichte und Geschichte an den Universitäten Zürich und München. Er promovierte 1968 bei Max Wehrli über Jakob Gretsers Dramen und wirkte anschliessend bis 1976 als sein Assistent. Er reichte 1974 seine Habilitation über Jacob Baldes Odendichtung ein und wurde 1976 zum ausserordentlichen Professor für deutsche Literatur von den Anfängen bis 1700 ernannt. 1986 wurde er zum Ordinarius befördert und 1999 emeritiert. Seine Forschung konzentrierte er auf Werke der neulateinischen Literatur und der Barockliteratur, insbesondere der Barockpredigt. Sein Bruder war der Zuger Maler und Zeichner Josef Herzog (1939–1998), der von 1967 bis 1976 an der Kantonsschule Aarau unterrichtete. Am 24. September 2015 starb Urs Herzog in Zürich im Alter von 73 Jahren.

## Werke (Auswahl)
- Jakob Gretsers „Udo von Magdeburg“, 1598. Edition und Monographie. De Gruyter, Berlin 1970.
- Robert Walsers Poetik. Literatur und soziale Entfremdung. Max Niemeyer Verlag, Tübingen 1974.
- Divina poesis. Studien zu Jacob Baldes geistlicher Odendichtung. Max Niemeyer Verlag, Tübingen 1976.
- Der deutsche Roman des 17. Jahrhunderts. Eine Einführung. Kohlhammer, Stuttgart u. a. 1976.
- Deutsche Barocklyrik. Eine Einführung. Beck, München 1979.
- Geistliche Wohlredenheit. Die katholische Barockpredigt. Beck, München 1991.